# فيليتشي بوريل
فيليتشي بلاسيدو بوريل (بالإيطالية:  Felice Placido Borel)‏ (5 أبريل 1914 في نيتزا مونفيراتو – 21 يناير 1993) لاعب كرة قدم إيطالي راحل كان يجيد اللعب في خط الهجوم .
لعب طوال مسيرته الرياضية في أندية يوفنتوس (1932-1941) تورينو (1941-1942) يوفنتوس (1942-1946) ألساندريا (1946-1947) نابولي (1948-1949) .
لعب لصالح منتخب إيطاليا 3 مباريات دولية مسجلا هدف في 1933 وقد شارك في بطولة كأس العالم لكرة القدم 1934 التي أقيمت في إيطاليا .
بعد الاعتزال تولى تدريب يوفنتوس (1942-1946) ألساندريا (1946-1947) نابولي (1948-1949) .

## روابط خارجية
- فيليتشي بوريل على موقع الاتحاد الدولي (مؤرشف)  (الإنجليزية)
- فيليتشي بوريل على موقع قاعدة بيانات كرة القدم.إي يو (الإنجليزية)
- فيليتشي بوريل على موقع ناشيونال فوتبول تيمز (الإنجليزية)
- فيليتشي بوريل على موقع عالم كرة القدم.نت (الإنجليزية)